# Boyle (Alberta)
Boyle è un villaggio del Canada, situato nella regione centrale dell'Alberta.